# Real Cuerpo de la Nobleza de Madrid
El Real Cuerpo de la Nobleza de Madrid, nombre actualizado del Real Cuerpo Colegiado de Caballeros Hijosdalgo de la Nobleza de Madrid, es una Corporación Nobiliaria fundada por S.M. el Rey Don Carlos III, que bajo la Suprema Jefatura de Su Majestad el Rey, constituye una forma específica de expresión histórica y actual de la Nobleza en relación con la Villa que le da nombre. 
Esta Real Corporación conforme a sus precedentes, se relaciona, a los efectos oportunos, con el Ministerio de Asuntos Exteriores.
Sus finalidades esenciales son: la agrupación de los linajes que lo constituyen, así como de los que se incorporen en lo sucesivo; fomentar entre sus miembros las virtudes cristianas y de caballerosidad, de acuerdo con su lema "ex virtute, nobilitas", y desarrollar las funciones asistenciales, sociales y culturales oportunas, así como la organización de sufragios por los miembros fallecidos.

## Historia
Madrid, desde su conquista por Alfonso VI, fue villa de behetría. No hubo en ella diferenciación de estados, ni matrículas por separado de nobles y plebeyos, aun cuando fuera residencia de numerosos linajes nobles, descendientes de los caballeros que participaron en la conquista o que se asentaron en ella más tarde. Fue también domicilio de grandes y títulos, en especial al establecerse definitivamente la corte y capitalidad de la Monarquía con Felipe II. 
La nobleza madrileña está colectivamente aludida en diversa documentación antigua que conserva el Archivo del Ayuntamiento. Así el Privilegio de Enrique III al "Concejo e Alcaldes e Alguacil e Cavalleros e Escuderos de la Villa de Madrid", de 25 de abril de 1391, confirmando los fueros que usaron y acostumbraron en tiempos del Rey Don Enrique, su abuelo, y del Rey Don Juan, su padre, o la Real Cédula dada en Tordesillas a 27 de junio de 1454 aprobando la sentencia del pleito seguido entre “los Caballeros y Escuderos de la villa de Madrid, de la una parte, y los Regidores de ella de la otra, sobre su regimiento y gobernación”, que daría lugar a diversas concordias en siglos posteriores.
En estos documentos se declaraba que pertenecían al estado noble madrileño un amplio número de oficios (dos alcaldes ordinarios, un alguacil mayor, un guía del Concejo, seis caballeros de Monte, un procurador síndico general, dos fieles, un mayordomo de Propios, la Secretaría de Secreto del Ayuntamiento, una de las dos Procuradorías de Cortes y la suerte de millones).

## Origen
En 1767 el incumplimiento por el Ayuntamiento de Madrid de estos fueros sobre los llamados oficios de concordia y las incidencias con ello ocasionadas, darían lugar a la reunión corporativa de la nobleza madrileña y al definitivo establecimiento de un Cuerpo de la misma en la Junta General de 7 de julio de 1782 y en las tres subsiguientes. La corporación formada, y los dieciocho miembros de su Junta Directiva, consiguieron el reconocimiento del Real y Supremo Consejo de Castilla, así como la autorización para celebrar sus reuniones en la sala capitular del Ayuntamiento. El primer presidente del Cuerpo fue el Duque de Santisteban, primogénito del Duque de Medinaceli, por acuerdo de la segunda Junta General de 15 de junio de 1783.
Los definitivos Estatutos, en número de 45, fueron sancionados por la Junta General de 19 de abril de 1786 y por el Real y Supremo Consejo el 27 de mayo de 1791. Según ellos podían pertenecer al Estado de Caballeros Hijosdalgo de Madrid los nobles, caballeros e hidalgos previamente recibidos como tales por el Ayuntamiento, tras las pruebas de la calidad de su primer apellido que, entre otros fines, desearan colegiarse para desempeñar los principales cargos del Concejo madrileño. 
Seguidamente serían aprobados tanto el escudo del Cuerpo -que fue el de la Villa, organizado finalmente por el rey de armas Pascual Antonio de la Rua el 15 de marzo de 1800- como las insignias y uniformes, que se señalaron por Reales Disposiciones de 3 y 16 de octubre de 1799 y de 11 de marzo de 1801. 

## sigloXIXyXX
A lo largo del siglo XIX tienen lugar en el Cuerpo numerosas incidencias, parejas a la historia española. Así, Manuel Godoy forzó su nombramiento como Presidente en 1803, Su Alteza Real el Serenísimo Señor Infante Don Carlos María Isidro de Borbón fue nombrado en 1814 Protector de la corporación y en 12 de marzo de 1873 el Gobierno de la primera República extinguió el Cuerpo, que fue restablecido por la Católica Majestad del Rey Don Alfonso XII el 20 de enero de 1875.
Ya en el siglo XX se regularon sus nuevos uniformes por Real Decreto de 15 de diciembre de 1904 y unos nuevos Estatutos en 1909, año en el que se concedió al Cuerpo el título de Real. La Segunda República volvió a extinguir el Real Cuerpo, que fue restablecido por escrito de 18 de junio de 1938, quedando nuevamente adscrito al Ministerio de Asuntos Exteriores.
El 4 de junio de 1968 se reformaron sus Estatutos y el 28 de junio de 1990 se aprobaron los actualmente vigentes, que fueron sancionados por Su Alteza Real el Augusto Señor Conde de Barcelona, Don Juan de Borbón y Battenberg, como Jefe Supremo del Cuerpo. Este pasó a denominarse definitivamente Real Cuerpo de la Nobleza de Madrid. Finalmente, en asamblea general celebrada el 16 de mayo de 2001 se aprobó la modificación de sus uniformes.

## Vinculación con la Corona
En todo tiempo el Real Cuerpo ha merecido de las Reales Personas las mayores distinciones y aprecio. Así, podemos citar:
- Las Reales Resoluciones que confirmaban pertenecer exclusivamente a los individuos del Cuerpo los empleos concejiles de procurador síndico general, secretario del Ayuntamiento, mayordomo de Propios, alcaldes de la Santa Hermandad y de la Mesta y el de alguacil mayor de la Cárcel y un diputado de Reino y de Millones (así en la Real Resolución de S.M a consulta del Consejo de 21 de junio de 1824).
- La asistencia de dos individuos de la corporación a todos los actos de la Real y Suprema Junta de Caridad de la Corte (Real Orden de 27 de septiembre de 1815) y su dirección y administración por la Junta de Gobierno del Cuerpo.
- La concurrencia, en cuerpo, a los besamanos de SS. MM. y Reales Personas en cuantas ocasiones lo ejecutaban en ceremonia los Tribunales Supremos y el Ayuntamiento de Madrid y la asistencia, por medio de comisiones, a los demás actos en que debía cumplimentarse a las mismas (RR.OO de 20 de noviembre de 1797 y 7 de agosto de 1807); así como la asistencia a la presentación y bautizo de Infantes, desposorios y velaciones de los Reyes, reales exequias, funciones y actos palatinos etc. ocupando siempre el sitio acostumbrado y en la tribuna de la Grandeza de España. Por ello, continuando sus tradiciones, en 1975, el Real Cuerpo fue oficialmente invitado a la solemne misa del Espíritu Santo en la iglesia de San Jerónimo el Real con ocasión de la exaltación al trono de Juan Carlos I, al igual que, años más tarde, asistió también a los funerales de Estado del Conde de Barcelona.
- La inscripción en la Guía de Forasteros, luego Guía Oficial, inmediatamente después de la Diputación Permanente y Consejo de la Grandeza de España y la precedencia sobre las restantes corporaciones nobiliarias, dada su adscripción a la Secretaría de Estado y de Despacho, por disposición de 20 de diciembre de 1833.
- La declaración de los Reyes de España como Jefes Supremos del Cuerpo y de los Príncipes de Asturias como Protectores del mismo.
- La asistencia de las Reales Personas a las funciones religiosas del Cuerpo, vistiendo el manto, banda y placa del mismo y la asignación, por decreto, a aquellas funciones de un zaguanete de veinticuatro guardias alabarderos.

## Miscelánea
El Real Cuerpo se honra teniendo por patrona a Santa María la Real de la Almudena. Es copatrono San Ildefonso y se hace coincidir su festividad, el 23 de enero, con la imposición de manto de los nuevos caballeros, ceremonia que se efectúa todos los años en el Real Monasterio de La Encarnación. Su Capellán Mayor Perpetuo es el Cardenal-Arzobispo de Madrid y el capellán efectivo el Deán de la Catedral de la Almudena.
La dirección del Real Cuerpo corresponde a una junta de gobierno, que preside actualmente el conde de Paredes de Nava, grande de España, cuyos miembros reciben el nombre de diputados. En 2008 fue recibida en audiencia en el palacio de La Zarzuela por su Majestad la Reina Leticia, a quien la Junta le hizo entrega de su nombramiento como Dama Protectora de la corporación. 
Para ingresar el pretendiente debe de presentar expediente donde pruebe la nobleza de sus dos primeros apellidos, paterno y materno, si bien a quienes ostentan títulos del reino solo se les exige la prueba del primer apellido y los grandes de España ingresan directamente.
Su insignia es una cruz púrpura formada por cuatro puntas de lanza y su venera un escudo cortado con las armas de Castilla y León, timbrado con un yelmo y rodeado de una cinta con el lema Ex virtute nobilitas, de evidentes resonancias ilustradas.